# Klovski Descent 7A
Klovski Descent 7A  es un rascacielos en Kiev, Ucrania. Su construcción comenzó en 2008 y se terminó en 2011. Su altura de 163 metros y 47 pisos lo convierten en el rascacielos más alto de Ucrania y uno de los 150 más altos del continente europeo.
| Predecesor: Parus Business Centre | Rascacielos más alto de Ucrania 2011 - actualidad | Sucesor: - |